# Superammasso della Corona Boreale
Il Superammasso della Corona Boreale è un superammasso di galassie situato nella costellazione della Corona Boreale ed è il più importante esempio, nel suo genere, nell'emisfero boreale.
Denso e compatto a confronto con altri superammassi, si è calcolato che la sua massa sia compresa tra 0,6 e 12 × 1016 masse solari. 
Contiene gli ammassi galattici Abell 2056, Abell 2061, Abell 2065 (questo il più massiccio del superammasso), Abell 2067, Abell 2079, Abell 2089 e Abell 2092. 
Di questi, gli ammassi Abell 2056, 2061, 2065, 2067 e 2089 sono legati gravitazionalmente e sono nella fase di collasso per formare un grosso ammasso. 
Questa entità ha una massa stimata in circa 1 × 1016 masse solari.
Se è presente massa all'interno dell'ammasso, allora Abell 2092 può esserne coinvolto.
Si stima che il superammasso abbia un'estensione di 100 megaparsec (330 milioni di anni luce) ed una profondità di 40 megaparsec (130 milioni di anni luce). 
Ha un redshift di 0.07, che equivale ad una distanza dalla Terra di circa 265,5 megaparsec (964 milioni di anni luce).

## Storia osservativa
Gli astronomi C. Donald Shane e Carl A. Wirtanen furono i primi a notare una concentrazione di galassie in questa regione nel corso di campagne osservative delle strutture extragalattiche su larga scala.
George Abell fu il primo a notare la presenza di cosiddetti "ammassi di secondo ordine", definiti come "ammassi degli ammassi" nella prima stesura del suo Catalogo Abell in 1958.
Postman e colleghi furono i primi a studiare in dettaglio il superammasso nel 1988, calcolandone la massa in 8.2 × 1015 masse solari, e rilevando gli ammassi Abell 2061, Abell 2065, Abell 2067, Abell 2079, Abell 2089 e Abell 2092. 
Abell 2124 dista 33 megaparsec (110 milioni di anni luce) dal centro del superammasso e ne è stato considerato, da alcuni studiosi, facente parte del gruppo.
Abell 2069 si trova nelle vicinanze ma più distante e ne è solo visualmente associato.

## Voci correlate

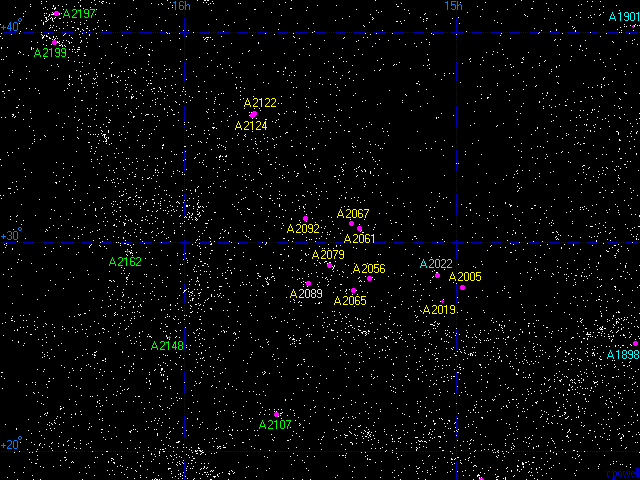
Mappa del Superammasso della Corona Boreale